# Fizyk medyczny
Fizyk medyczny – osoba posiadającą tytuł specjalisty w dziedzinie fizyki medycznej stosownie do odpowiednich przepisów. W dziedzinie fizyki medycznej minister zdrowia powołuje konsultanta krajowego.
Fizyk medyczny po ukończeniu studiów magisterskich na kierunku fizyka o specjalności fizyka medyczna, podobnie jak lekarz, odbywa 3,5-letnią specjalizację z fizyki medycznej zakończoną egzaminem państwowym.
Głównymi obszarami pracy fizyka medycznego są:
- radioterapia (planowanie radioterapii i dozymetria promieniowania jonizującego),
- diagnostyka obrazowa oraz inne metody diagnostyki i terapii oparte na fizyce medycznej.

7 listopada jest Międzynarodowym Dniem Fizyki Medycznej – w rocznicę urodzin Marii Skłodowskiej-Curie.

## Kształcenie w zakresie fizyki medycznej

### Studia wyższe[3]
Studia wyższe w zakresie fizyki medycznej są prowadzone na wielu polskich uczelniach, należą do nich między innymi:
- Uniwersytet Warszawski – studia I stopnia (licencjackie) i II stopnia (magisterskie) na kierunku zastosowania fizyki w biologii i medycynie, specjalność fizyka medyczna[4],
- Uniwersytet w Białymstoku – studia I stopnia (licencjackie) i II stopnia (magisterskie) na kierunku fizyka medyczna[5],
- Uniwersytet Śląski w Katowicach – studia I stopnia (inżynierskie) na kierunku fizyka medyczna[6],
- Akademia Górniczo-Hutnicza im. Stanisława Staszica w Krakowie – studia I stopnia (inżynierskie) i II stopnia (magisterskie) na kierunku fizyka medyczna[7],
- Uniwersytet im. Adama Mickiewicza w Poznaniu – studia I stopnia (licencjackie) i II stopnia (magisterskie), kierunek fizyka medyczna[8],
- Politechnika Warszawska – studia I stopnia (inżynierskie) i II stopnia (magisterskie) na kierunku fizyka techniczna, specjalność fizyka medyczna[9],
- Uniwersytet Jana Kochanowskiego w Kielcach – studia I stopnia (licencjackie) i II stopnia (magisterskie) na kierunku fizyka, specjalność fizyka medyczna; studia I stopnia (inżynierskie) na kierunku fizyka techniczna, specjalność fizyka medyczna[10],
- Uniwersytet Mikołaja Kopernika w Toruniu – studia II stopnia (magisterskie i magistersko-inżynierskie) na kierunku fizyka techniczna, specjalność fizyka medyczna[11],
- Uniwersytet Marii Curie-Skłodowskiej w Lublinie – studia inżynierskie na kierunku fizyka techniczna, specjalność fizyka medyczna[12],
- Politechnika Łódzka – studia II stopnia (magisterskie) na kierunku fizyka techniczna, specjalność fizyka medyczna[13],
- Uniwersytet Opolski – studia I stopnia (licencjackie) na kierunku fizyka medyczna i biocybernetyka, studia II stopnia (magisterskie) na kierunku fizyka medyczna[14],
- Uniwersytet Jagielloński – kierunek biofizyka i fizyka medyczna, specjalność fizyka medyczna[15],
- Uniwersytet Gdański – studia I stopnia (licencjackie) oraz studia II stopnia (magisterskie) na kierunku fizyka medyczna[3],
- Uniwersytet Łódzki – studia I stopnia (licencjackie) oraz studia II stopnia (magisterskie) na kierunku fizyka medyczna[16],
- Uniwersytet Rzeszowski – studia II stopnia (magisterskie) na kierunku fizyka, specjalność fizyka medyczna[17],
- Akademia im. Jana Długosza w Częstochowie – studia I stopnia (licencjackie) oraz studia II stopnia (magisterskie) na kierunku fizyka medyczna.

### Podyplomowa specjalizacja w dziedzinie fizyki medycznej[18]
W 2002 roku po raz pierwszy pojawiła się podstawa prawna do prowadzenia podyplomowej specjalizacji w dziedzinie fizyki medycznej. W lipcu 2014 roku do prowadzenia specjalizacji uprawnionych było 9 ośrodków, dysponujących łącznie 126 miejscami szkoleniowymi. Specjalizacja trwa 3,5 roku i obejmuje kształcenie teoretyczne w wymiarze 520 godzin oraz kształcenie praktyczne w formie staży w łącznym wymiarze 22 tygodni. Program specjalizacji obejmuje następujące moduły:
- podstawy anatomii i fizjologii człowieka,
- podstawy radiobiologii,
- wybrane zagadnienia fizyki promieniowania,
- metody detekcji i dozymetrii promieniowania,
- ochrona radiologiczna,
- teleradioterapia,
- brachyterapia,
- terapia promieniowaniem niejonizującym,
- diagnostyka obrazowa,
- medycyna nuklearna,
- bioelektryczność i biomagnetyzm w diagnostyce,
- statystyka,
- wybrane zagadnienia informatyki medycznej,
- zagadnienia prawno-organizacyjne.

Zakres umiejętności praktycznych będących przedmiotem specjalizacji obejmuje m.in. sprawdzanie fizycznych parametrów aparatury medycznej, współdziałanie z lekarzem w diagnozowaniu i leczeniu pacjenta, doradztwo w zakresie wyposażenia jednostki w aparaturę, przeprowadzanie audytów, prowadzenie zajęć dydaktycznych i prac badawczych. Specjalizacja kończy się Państwowym Egzaminem Specjalizacyjnym (PESoz), składającym się z egzaminu praktycznego i egzaminu teoretycznego. Zadania egzaminacyjne opracowuje i ustala Centrum Egzaminów Medycznych w porozumieniu z konsultantem krajowym w dziedzinie fizyki medycznej.

## Zadania zawodowe fizyka medycznego
Fizyk medyczny jest jednym z zawodów wymienionych w klasyfikacji zawartej w Rozporządzeniu Ministra Pracy i Polityki Społecznej. Zgodnie z opisem zawodu fizyk medyczny:
- stosuje metody fizyki w technice radiacyjnej w celach medycznych,
- działa lub doradza w dziedzinie dozymetrii i napromieniania pacjentów w chorobach nowotworowych, stosując złożone procedury fizyczne i techniki medyczne oraz wyposażenie wykorzystujące promieniowanie jonizujące,
- zapewnia optymalizację i jakość zabiegów,
- sprawuje kontrolę bezpiecznego stosowania promieniowania jonizującego dla celów medycznych w dziedzinie radioterapii onkologicznej, diagnostyce obrazowej oraz medycynie nuklearnej, doświadczalnej i klinicznej.

Do zadań zawodowych fizyka medycznego należy w szczególności:
- stosowanie do radioterapii wiązek promieni X, promieni gamma, elektronów, neutronów i cząstek silnie jonizujących oraz promieniowania pochodzącego z zamkniętych źródeł radioizotopowych,
- stosowanie w diagnostyce obrazowej wiązek promieni X, ultradźwięków, promieniowania mikrofalowego i pól magnetycznych,
- stosowanie radionuklidów do radioterapii i diagnostyki (medycyna nuklearna),
- kontrola jakości wykorzystywanych urządzeń, kontrola jakości uzyskiwanych obrazów diagnostycznych,
- ocena dawek i zagrożenia wynikających ze stosowania źródeł promieniowania jonizującego,
- stosowanie metod fizyki w medycznych pracach badawczych.

## Wymagania dotyczące zatrudniania fizyków medycznych w Polsce
Polskie prawo wymaga zatrudniania fizyków medycznych w jednostkach opieki zdrowotnej stosujących w diagnostyce lub terapii pacjentów metody, które wiążą się ze znacznym narażeniem na promieniowanie jonizujące. W jednostce prowadzącej radioterapię megawoltową musi działać zakład lub pracownia fizyki medycznej, kierowany przez specjalistę fizyka medycznego odpowiedzialnego za planowanie leczenia oraz za kontrolę fizycznych parametrów aparatów terapeutycznych i symulatorów stosowanych w radioterapii. Normy dotyczące zatrudnienia fizyków medycznych zawiera rozporządzenie Ministra Zdrowia. Zatrudnianie fizyka medycznego jest wymagane w przypadku świadczeniodawców realizujących niektóre badania diagnostyczne z zakresu medycyny nuklearnej (badania scyntygraficzne, SPECT, PET). Specjalista w dziedzinie fizyki medycznej jest uprawniony do wykonywania testów eksploatacyjnych urządzeń radiologicznych stosowanych w radioterapii oraz testów specjalistycznych urządzeń radiologicznych stosowanych w medycynie nuklearnej, rentgenodiagnostyce i radiologii zabiegowej.

## Fizyk medyczny w prawie europejskim
Dyrektywa Rady Unii Europejskiej 2013/59/EURATOM posługuje się pojęciem „eksperta fizyki medycznej” odnosząc je do osoby mającej wiedzę, przygotowanie i doświadczenie umożliwiające prowadzenie działań lub udzielanie porad w kwestiach związanych z fizyką radiacyjną stosowaną w odniesieniu do narażenia medycznego, i której kwalifikacje w tym zakresie zostały uznane przez właściwy organ. Zgodnie z zapisami dyrektywy państwa członkowskie Unii Europejskiej zapewniają, aby ekspert fizyki medycznej m.in.:
- był ściśle zaangażowany w praktyki radioterapeutyczne, w praktyki terapeutyczne w dziedzinie medycyny nuklearnej, jak również w praktyki radiodiagnostyczne oraz w praktyki radiologii zabiegowej obejmujące wysokie dawki promieniowania jonizującego,
- był odpowiedzialny za dozymetrię, w tym fizyczne pomiary służące ocenie dawki otrzymanej przez pacjenta,
- przyczyniał się do optymalizacji ochrony przed promieniowaniem w odniesieniu do pacjentów i innych osób poddawanych narażeniu medycznemu,
- przyczyniał się do przygotowania specyfikacji technicznych dla medycznego sprzętu radiologicznego oraz utrzymywania jakości medycznego sprzętu radiologicznego,
- przyczyniał się do szkolenia lekarzy prowadzących i innego personelu w zakresie ochrony przed promieniowaniem.

Państwa członkowskie powinny wprowadzić w życie przepisy niezbędne do wykonania dyrektywy do dnia 6 lutego 2018 r.